# Schlieren
Schlieren est une ville et une commune suisse du canton de Zurich, située dans le district de Dietikon.
Le Service d'enquête sur les accidents des transports publics (SEA) a eu son bureau de l'est à Schlieren.

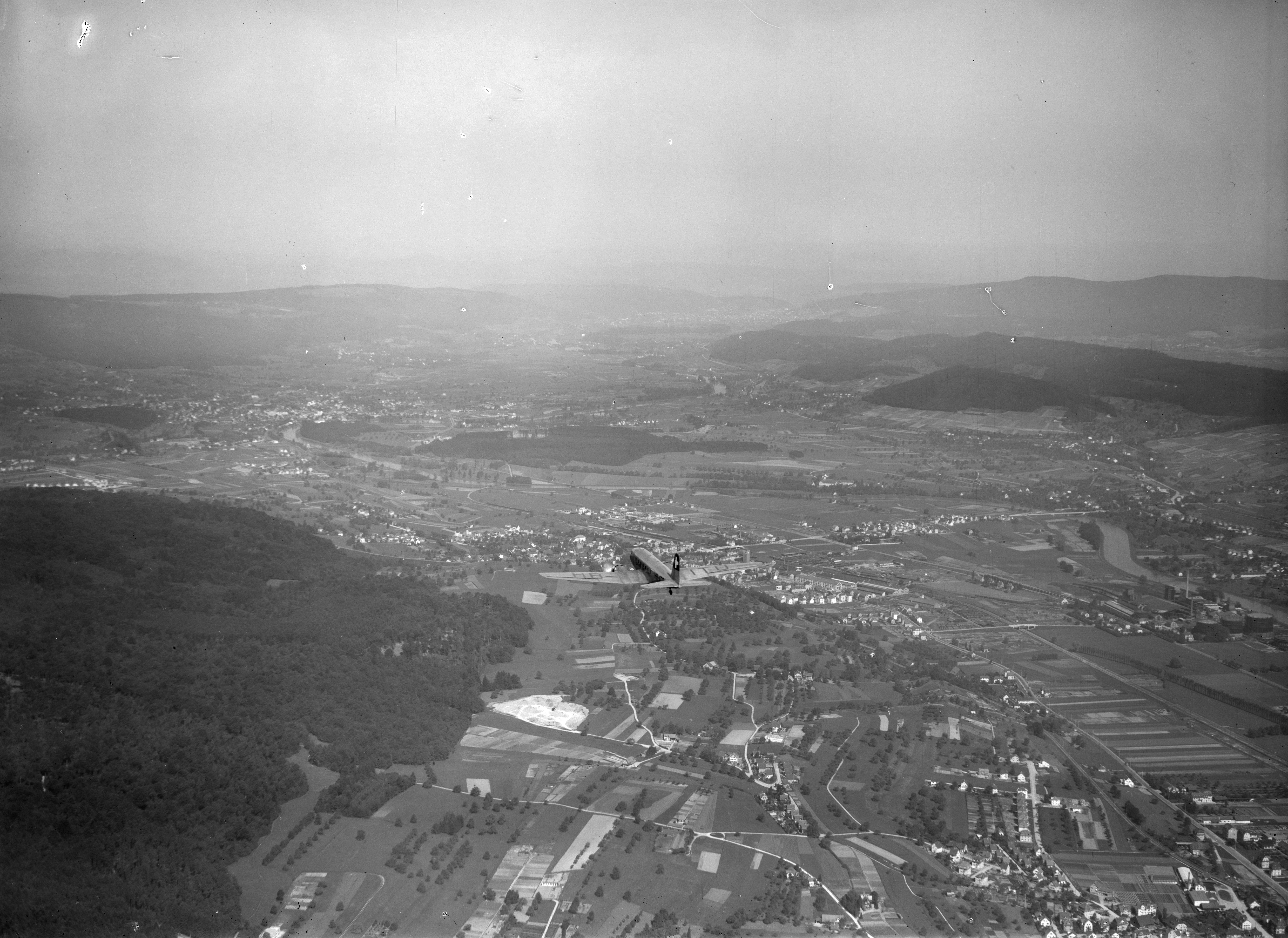
Vue aérienne par Walter Mittelholzer (1935).

## Culture et patrimoine

### Héraldique
| Blason | Blasonnement : D'azur à la fleur de lis d'or. |

### Personnalités liées à la commune
- Mario Cantaluppi, footballeur suisse.